# Famille von Rheinbaben
 (octobre 2024).
La famille von Rheinbaben, également Reinbaben, est une vieille famille noble silésienne.
Le patronyme peut varier sous les formes Ry(i)m(n)bab(e,a,en), Reymbaben, R(h)einbaben et Ryanbaben.

## Histoire
La famille est mentionnée pour la première fois dans un document en 1272 avec Paul Rymbab. Il fait partie de l'entourage du duc Henri IV de Silésie. La famille, qui apparaît sous différentes orthographes, même sous le nom de Regenbogen, est représentée pendant des siècles dans la noblesse de campagne silésienne. Au fil du temps, des membres s'installent également en Pologne, dans la marche de Brandebourg, en Poméranie et en Prusse-Occidentale.
Paschka Rymbabe vit, selon les documents, en 1434 et est l'ancêtre des branches qui fleurissent encore aujourd'hui. Ses descendants s'installent à Kadlau près de Breslau et à Stampen près d'Œls. Au XVIIe siècle, deux grandes lignées se forment, l'une plus ancienne et l'autre plus récente. Dans deux branches de la lignée aînée, le titre de baron porté selon le droit coutumier est confirmé en 1881 et 1882 dans le royaume de Prusse. Une branche de la lignée cadette, éteinte vers 1800, se voit conférer le titre de baron par diplôme en 1736.
Cette famille produit d'éminents fonctionnaires et officiers d'État. Le polygraphe Georg Wilhelm von Rheinbaben (1674-1739) est président du conseil privé de Saxe-Weimar. Le baron Georg von Rheinbaben (1855–1921) est ministre d'État prussien et haut président de la province de Rhénanie.

## Armes
Les armoiries montrent un cerf noir bondissant avec des bois rouges. Le cerf pousse sur le casque. Les lambrequins sont noirs et dorés.

## Personnalités
- August von Rheinbaben (1785–1859), administrateur prussien de l'arrondissement de Crossen-sur-l'Oder (1828–1859)
- Albert von Rheinbaben (1813-1880), général de cavalerie prussien
- Georg von Rheinbaben (1855-1921), ministre prussien des Finances et patron de la ville de Krefeld
- Georg Wilhelm von Rheinbaben (1674–1739), président du conseil privé de Saxe-Weimar et polygraphe
- Günther von Rheinbaben, administrateur prussien de l'arrondissement d'Havelland-de-l'Est (de) de 1932 à 1945
- Karl von Rheinbaben (1781–1843), lieutenant général prussien
- Paul Karl Ferdinand von Rheinbaben (de) (1844-1921), fonctionnaire du gouvernement et député du Reichstag
- Paul Georg Kaspar von Rheinbaben (de) (1834-1905), lieutenant général prussien
- Richard von Rheinbaben (de) (né en 1960), entrepreneur allemand
- Rochus von Rheinbaben (de) (1893-1937), militant politique et écrivain allemand
- Werner von Rheinbaben (de) (1878-1975), député du Reichstag (DVP)
- Wilhelm von Rheinbaben (1813–1891), administrateur prussien de l'arrondissement de Crossen-sur-l'Oder (1859–1889)